# Giampietro Ferraris
Giampietro Ferraris, o Giovanni Pietro Ferrari, latinizzato come Johannes Petrus de Ferrariis (Pavia, 1364 circa – 1421 circa), è stato un giurista italiano del XIV-XV secolo.
Si occupò di insegnamento, di amministrazione pubblica e di legislazione.

## Biografia
Nacque intorno al 1364 a Pavia, figlio di Agostino, a sua volta giurista come il fratello di quest'ultimo Avogario.
Si laureò in diritto prima del 1388.
A partire dal 1391 fu, più volte, priore dei Collegio dei giuristi di Pavia. Non si hanno notizie di incarichi accademici oltre il 1400. In quell'anno Giampietro Ferraris ebbe un figlio e iniziò a scrivere la Practica, una raccolta di formule giudiziarie commentate, cui dedicò oltre 15 anni.
Compì numerosi viaggi, a Roma, Genova, Venezia e Firenze, in Francia e in Germania, ma fu in particolare a Milano e in Lombardia, tra Pavia e il Monferrato. Fu vicario generale del marchese del Monferrato Teodoro II nel 1413 e l'anno successivo a Pontestura.
Morì nel 1421 circa.
La sua opera Practica (anche nota come Practica aurea o Practica papiensis) ebbe una notevole diffusione, in particolare oltralpe: a parte vari manoscritti, ebbe 20 edizioni stampate entro la fine del XV secolo (la prima a Strasburgo nel 1472 circa, l'ultima edizione a Venezia nel 1555).

## Opere
- (LA) Practica aurea, Strasburgo, 1472 c.
  - (LA) Aurea practica, Venezia, Andrea Bonetti, 1484.
  - (LA) Aurea practica, Torino, eredi di Niccolò Bevilacqua, 1587.
  - (LA) Aurea practica, Venezia, Francesco de Francisci senese, 1591.